# Башиговачко језеро
Башиговачко језеро је вештачко језеро у Федерацији БиХ, у Босни и Херцеговини. Налази се у југоисточном делу општине Живинице и удаљено је 6 километара од града Живинице. Језеро се налази у рупи која је настала вађењем руде. Башиговачко језеро је створено 1984. године када је обустављено вађење руде. Дужина језера износи око 400 а ширина око 350 метара са максималном дубином око 40 метара на средини. Дубина језера у приобалном појасу варира од 2,5 па до 5 метара у источном и северном делу док јужни и западни део има обалу са благим повећањем дубине. Плићи део језера је обрасао трском и рогозом а на поједим мјестим се налазе и грмови барске траве у води. Мању количину воде језеро добија од падавина, а већи део се снабдева водом из подземних извора. Вишак воде из језера ствара поточић који се улива у реку Спречу. У језеро су убачене разне рибље врсте тако да у језеру данас има штуке, сома, деверике, шарана, бабушке, лињака, коштре, црвенперке и друге ситне рибе. На језеру је развијен риболов.